# رينالدو وليامز
رينالدو وليامز (بالإنجليزية: Rinaldo Williams)‏ هو لاعب كرة قاعدة أمريكي، ولد في 18 ديسمبر 1893 في سانتا كروز في الولايات المتحدة، وتوفي في 24 أبريل 1966 في كوتنوود في الولايات المتحدة.

## وصلات خارجية
- رينالدو وليامز على موقعبيزبول رفرنس.كوم (الدوري الرئيسي) (الإنجليزية)
- رينالدو وليامز على موقعبيزبول رفرنس.كوم (الدوري الثانوي) (الإنجليزية)